# Idaea spoliata
Idaea spoliata là một loài bướm đêm trong họ Geometridae.